# Gonodes cuneata
Gonodes cuneata är en fjärilsart som beskrevs av Dyar 1914. Gonodes cuneata ingår i släktet Gonodes och familjen nattflyn. Inga underarter finns listade i Catalogue of Life.